# Mariano Egea
Mariano Egea Gallar (Murcia, 8 de septiembre de 1777-La Granja de San Ildefonso, 9 de noviembre de 1841) fue un militar y político español.  

## Biografía
Ingresa en 1794 en la Compañía del Rosellón, donde desempeña desde 1798 el cargo de oficial agregado a a la Dirección de Provisiones y Víveres. Ese mismo año es oficial de la Contaduría principal de Propios y Arbitrios de su ciudad natal. En 1800 es nombrado oficial de la Tesorería del Ejército de Valencia, donde, entre 1812 y 1816, ejerce de contador general de Rentas. En 1818 accede a la Junta de Contribuciones y Estadística de la ciudad del Turia. Es un liberal convencido con lo que, al comenzar el Trienio liberal, es nombrado director general de Rentas. En 1822 es intendente de Valencia y director general de Contribuciones directas. El 6 de agosto de 1822 es nombrado finalmente secretario de Estado y del Despacho de Hacienda interino hasta el 28 de abril de 1823. Tras la década ominosa es, de nuevo, ministro interino de Hacienda en 1836. Senador por Valencia en 1837.